# Verband kommunaler Abfallwirtschaft und Stadtreinigung
Der Verband kommunaler Abfallwirtschaft und Stadtreinigung im Verband kommunaler Unternehmen e. V. (VKS im VKU) ist ein kommunaler Fach- und Interessenverband für Abfallwirtschaft, Straßenreinigung und Winterdienst in Deutschland.
Die Gründung erfolgte 1912. Bis 2003 existierte der Verein als eigenständiger Verband. Nach dem Verschmelzen mit dem Verband kommunaler Unternehmen (VKU) war der Verband kommunale Abfallwirtschaft und Stadtreinigung zunächst als rechtlich unselbständiger, inhaltlich aber autonom agierender Fachverband im Verband kommunaler Unternehmen e. V. organisiert. Seit einer Umstrukturierung im Jahr 2011 „firmiert“ die Sparte Abfallwirtschaft und Stadtreinigung VKS als Abteilung des Verband kommunaler Unternehmen. Zu den 430 ordentlichen Mitgliedern (Stand: 2010) zählen kommunale Betriebe und Unternehmen in verschiedenen Organisationsformen, Städte, Gemeinden, Zweckverbände und Landkreise.